# Május 27.
Május 27. az év 147. (szökőévben 148.) napja a Gergely-naptár szerint. Az évből még 218 nap van hátra.
Névnapok: Hella + Ágoston, Agrippa, Gyula, Paszkál, Pelbárt, Szörénke, Szörényke

## Események
- 1660 – Svédország és Dánia–Norvégia aláírják a koppenhágai békeszerződést.
- 1703 – Lerakják a leendő orosz főváros, Szentpétervár első erődítményének alapkövét.
- 1793 – Lengyelországban a Hrodnai Szejm hatályon kívül helyezi a nagy szejm által megalkotott Május 3-i Alkotmányt.
- 1908 – Az RSC Anderlecht alapítása.
- 1937 – Átadják a Golden Gate hídat San Franciscóban.
- 1939 – Angliában újra bevezetik a háborús sorozást.
- 1941 – Az Atlanti-óceánon összevont brit flottacsoport (a King George V és Rodney csatahajók, a Norfolk és Dorestshire cirkálók) bombatalálatokkal mozgásképtelenné tették a német Bismarck csatahajót, mire a legénysége elsüllyesztette. A hajót elhagyó tengerészeket a britek a sorsukra hagyják a tengerben. 2100 német tengerész pusztul el.
- 1968 – Megkezdődik a Contergan-per Németországban. A Chemie Grünenthal cég altatója gyermekek ezreinél okoz fejlődési rendellenességet, akiknek anyjuk a terhesség alatt használta.
- 1994 – Alekszandr Szolzsenyicin Nobel-díjas író száműzetéséből visszatér Oroszországba.
- 2002 – Medgyessy Péter kormányt alakít Magyarországon.

## Sportesemények
Formula–1
- 1951 –  svájci nagydíj, Bremgarten – Győztes: Juan Manuel Fangio  (Alfa Romeo)
- 1979 –  monacói nagydíj, Monte Carlo – Győztes: Jody Scheckter  (Ferrari)
- 1990 –  monacói nagydíj, Monte Carlo – Győztes: Ayrton Senna  (McLaren Honda)
- 2001 –  monacói nagydíj, Monte Carlo – Győztes: Michael Schumacher  (Ferrari)
- 2007 –  monacói nagydíj, Monte Carlo – Győztes: Fernando Alonso  (McLaren Mercedes)
- 2012 –  monacói nagydíj, Monte Carlo – Győztes: Mark Webber  (Red Bull Renault)
- 2018 –  monacói nagydíj, Monte Carlo – Győztes: Daniel Ricciardo  (Red Bull Renault)

## Születések
- 1623 – William Petty angol közgazdász és filozófus († 1687)
- 1652 – Pfalzi Erzsébet Sarolta orléans-i hercegné, a szülői házban Liselotténak hívták, leszármazottai révén több uralkodócsalád ősanyja († 1722)
- 1772 – Marie Anne Lenormand francia származású jósnő, kártyavető († 1843)
- 1827 – Lázár Kálmán ornitológus, újságíró, a Magyar Tudományos Akadémia tagja († 1874)
- 1862 – John Edward Campbell angol matematikus, nevéhez fűződik a Baker-Campbell-Hausdorff-tétel († 1924)
- 1879 – Vízvári Mariska magyar színművész, a Nemzeti Színház örökös tagja († 1954)
- 1883 – Adorján Andor (Lackenbaher Andor) magyar író, újságíró, műfordító, kritikus († 1966)
- 1887 – Kasimir Fajans (Kazimierz) lengyel származású amerikai fizikus, kémikus († 1975)
- 1888 – Louis Durey francia zeneszerző, a francia Hatok (Les Six) zeneszerzői csoport tagja († 1979)
- 1897 – John Cockcroft Nobel-díjas angol fizikus, egyike az angol radarrendszer kifejlesztőinek († 1967)
- 1899 – Konsztantyin Fjodorovics Cselpan szovjet gépészmérnök, a V–2 dízelmotor főkonstruktőre († 1938)
- 1903 – Ormos Imre Kossuth-díjas magyar kerttervező, egyetemi tanár, a mezőgazdasági tudományok doktora († 1979)
- 1904 – Svéd Sándor operaénekes († 1979)
- 1907 – Rachel Louise Carson amerikai tengerbiológus, ökológus, író, munkássága segítette a nemzetközi környezetvédő mozgalom megerősödését († 1964)
- 1907 – Jesse Marcel, az Amerikai Egyesült Államok Légierejének őrnagya, a roswelli eset egyik szemtanúja († 1986)
- 1913 – Wols (er. nevén Alfred Otto Wolfgang Schulze), német származású francia festőművész († 1951)
- 1915 – Herman Wouk Pulitzer-díjas amerikai író († 2019)
- 1922 – Sir Christopher Lee angol színész († 2015)
- 1921 – Jobbágy Károly kétszeres József Attila-díjas magyar költő, műfordító, tanár († 1998)
- 1923 – Henry Kissinger német születésű Nobel-békedíjas amerikai politikus, diplomata, külügyminiszter († 2023)
- 1931 – Bernard Fresson francia színész (Szerelmem, Hirosima) († 2002)
- 1932 – Hegyi Imre karnagy, újságíró, riporter († 2014)
- 1933 – Ilku Marion József ukrajnai magyar festőművész († 2003)
- 1935 – Sásdy Péter magyar származású brit film- és televíziós rendező
- 1936 – Louis Gossett Jr., Oscar-díjas amerikai színész († 2024)
- 1937 – Eva Christian (sz. Evelyne Gutmann) német színésznő
- 1939 – Don Williams amerikai country-zenész († 2017)
- 1940 – Bakay Kornél magyar régész, tanár, múzeumigazgató, politikus
- 1942 – Piers Courage (Piers Raymond Courage) brit autóversenyző († 1970)
- 1942 – Robin Widdows (Robin M. Widdows) brit autóversenyző
- 1945 – Szalai András Balázs Béla-díjas operatőr, egyetemi tanár, kiváló művész († 2020)
- 1948 – Presser Gábor Kossuth-díjas magyar zeneszerző, zenész, énekes
- 1953 – Fésűs Tamás magyar színész († 2018)
- 1956 – Giuseppe Tornatore olasz filmrendező és forgatókönyvíró
- 1961 – Pierre-Henri Raphanel francia autóversenyző
- 1966 – Heston Blumenthal szakács, médiaszemélyiség
- 1967 – Paul Gascoigne angol labdarúgó, edző
- 1967 – Eddie McClintock amerikai színész
- 1968 – Maama Lolohea tongai súlyemelő
- 1970 – Joseph Fiennes brit színész, Ralph Fiennes öccse
- 1970 – Varga Klári Jászai Mari-díjas magyar színésznő
- 1970 – Varga Zsuzsanna Jászai Mari-díjas magyar színésznő
- 1973 – Szilágyi Annamária magyar színésznő
- 1975 – Jamie Oliver brit szakács
- 1976 – Anita Blond magyar pornószínésznő
- 1979 – Peller Károly operetténekes
- 1980 – Andrádi Zsanett színésznő
- 1980 – Bogdan Drăgoi román pénzügyminiszter
- 1981 – Szuzuki Akira a The GazettE japán együttes basszusgitárosa
- 1983 – Tatár Csilla műsorvezető, riporter
- 1988 – Szjarhej Lahun világbajnok belarusz súlyemelő († 2011)
- 1989 – Hajmási Dávid magyar színész
- 1990 – Chris Colfer amerikai színész, énekes, szerző, forgatókönyvíró és producer
- 1993 – Szabó Nikolett magyar színésznő
- 1994 – Shawnacy Barber kanadai rúdugró († 2024)
- 1994 – Aymeric Laporte francia labdarúgó

## Halálozások
- 1497 – Benedetto Da Maiano itáliai építész, szobrászművész, bútorműves (* 1442)
- 1564 – Kálvin János francia reformátor (* 1509)
- 1569 – François de Coligny d’Andelot francia hadvezér, Coligny admirális és Châtillon bíboros fivére, a hugenotta párt egyik vezetője a francia vallásháborúkban (* 1521)
- 1581 – Báthory Kristóf erdélyi fejedelem (* 1530. körül)
- 1708 – Esze Tamás tarpai jobbágy, kuruc brigadéros, a Rákóczi-szabadságharc hadvezére; két kuruc csapat összetűzésekor halt meg (* 1666 körül)
- 1840 – Niccolò Paganini olasz hegedűművész, zeneszerző (* 1782)
- 1910 – Robert Koch Nobel-díjas német bakteriológus, a TBC-bacilus és a kolera kórokozó felfedezője (* 1843)
- 1950 – Tkálecz Vilmos (mint Tarcsay Vilmos) magyarországi szlovén tanár, politikus, a Vendvidéki Köztársaság hajdani vezetője (* 1894)
- 1964 – Dzsaváharlál Nehru a független India első miniszterelnöke, az indiai függetlenségi mozgalom, az Indiai Nemzeti Kongresszus vezetője (* 1889)
- 1967 – Szőllősi Endre szobrászművész (* 1911)
- 1981 – Pilinszky János Kossuth-díjas magyar költő, műfordító (* 1921)
- 1987 – John Howard Northrop Nobel-díjas amerikai biokémikus (* 1891)
- 1988 – Ernst Ruska Nobel-díjas német fizikus, az elektronmikroszkóp fejlesztője (* 1906)
- 1989 – Joaquin Palacio spanyol autóversenyző (* 1901)
- 1996 – Simon Zsuzsa Kossuth-díjas magyar színésznő, főiskolai tanár, rendező, színházigazgató, érdemes művész. (* 1910)
- 2001 – Bozóky István magyar színművész, érdemes művész (* 1921)
- 2004 – Donáth Ferencné, sz. Bozóky Éva újságíró, tanár, könyvtáros (* 1923)
- 2008 – Solymos Ede kandidátus, néprajztudós, muzeológus, a dunai halászat nemzetközi hírű kutatója (* 1926)
- 2008 – Abram Raselemane dél-afrikai labdarúgó (* 1978)
- 2013 – Bárdy György Jászai Mari-díjas magyar színész (* 1921)
- 2015 – Elisabeth Wiedemann német színésznő (* 1926)
- 2018 – Sas István Balázs Béla-díjas magyar filmrendező, reklámpszichológus, műsorvezető, érdemes művész, nyolcszoros cannes-i díjnyertes (* 1946)
- 2018 – Szokolay Ottó Jászai Mari-díjas magyar színész, érdemes művész (* 1937)

## Nemzeti ünnepek, emléknapok, világnapok
- A Sürgősségi Orvostan Európai Napja